# Bahnhof Winterthur Wülflingen
Der Bahnhof Winterthur Wülflingen ist ein Winterthurer Bahnhof im Stadtkreis Wülflingen. Der Bahnhof, bestehend aus Stationsgebäude und Güterschuppen, ist als typischer Bahnhof aus der Jahrhundertwende ein Baudenkmal von regionaler Bedeutung im Kanton Zürich.

## Geschichte
Die Bahnstrecke sowie der Bahnhof wurden ursprünglich abseits des Orts gebaut und dienten vor allem den Güterverkehr mit der Spinnerei. Deshalb wurde 1875 ein einfaches Holzgebäude errichtet. Dieses war zur Eröffnung der Bahnstrecke Winterthur–Koblenz bezugsbereit und hatte die Form eines Güterschuppens mit integriertem Stationsbüro. Durch die Industrialisierung und der dadurch wachsenden Wohnbevölkerung erreichte die Besiedlung den Bahnhof, und es wurde ein richtiges Bahnhofgebäude notwendig. Deswegen wurde 1908 das heutige Stationsgebäude erbaut, das damals in Wülflingen übertriebenerweise mit einer direkten Bahnverbindung «Wülflingen–Paris» beworben wurde. Die Bauherrin des Umbaus war die SBB-Kreisdirektion III, die Bauleitung lag bei Karl Strasser (1864–1937). 
Das ursprüngliche Gebäude, das sich westlich des Stationsgebäudes von 1908 befindet, ist bis heute als Güterschuppen erhalten geblieben. Früher gab es auf der Bahnstrecke eine durchgehende Verbindung von Winterthur nach Basel. Heute wird der Bahnhof jedoch nur von einer Bahnlinie der S-Bahn Zürich bedient. Der Bahnhof selbst ist inzwischen unbedient. Gegenüber dem Bahnhof befindet sich die Industriezone Niederfeld, die mit Gleisen an die Bahnstrecke angeschlossen ist.

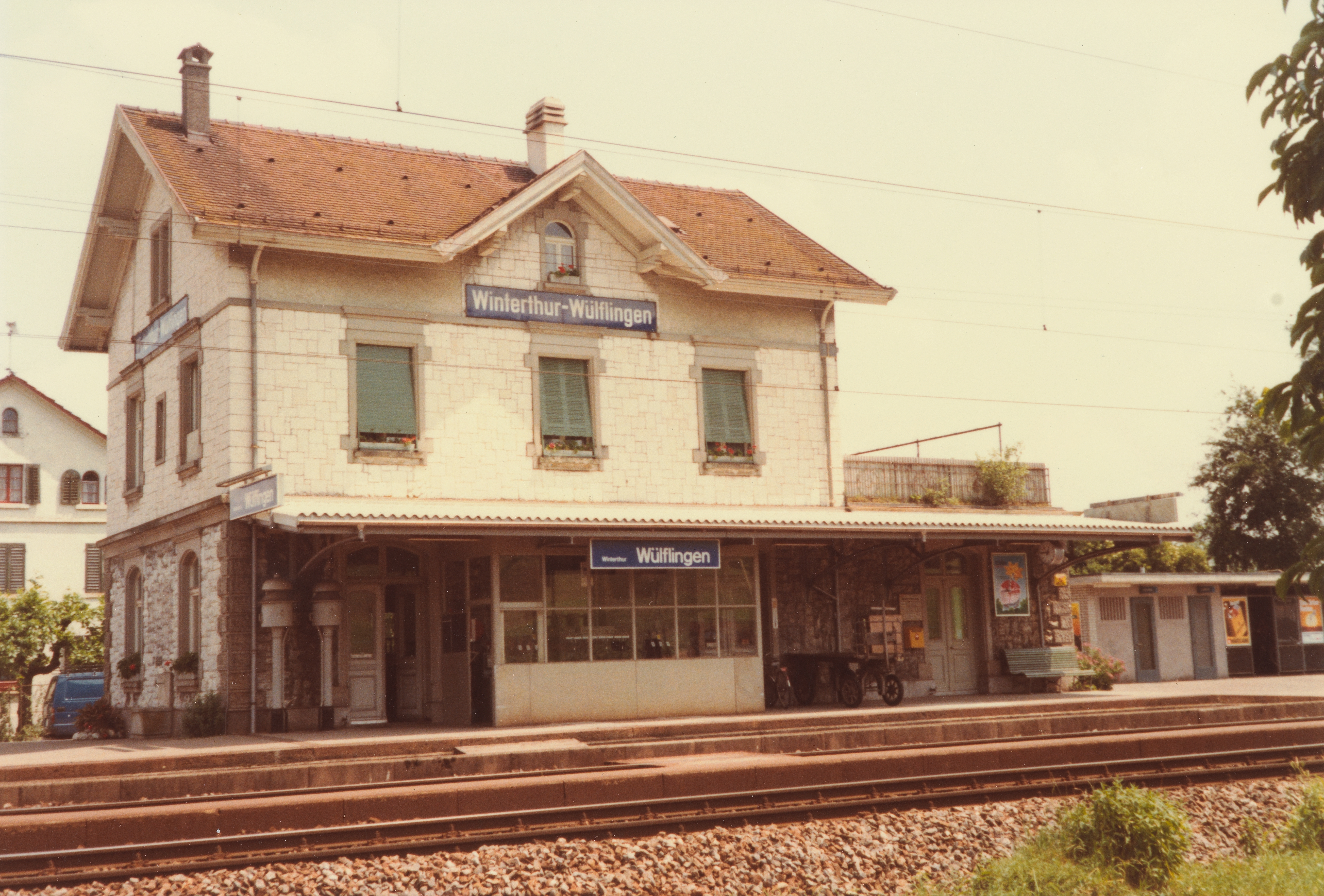
Bahnseite (1983)

## Zugverkehr
- S 41 Winterthur – Bülach

Der Bahnhof Wülflingen wird an den Wochenenden von einem Zugpaar des «Nightliner» von Thurbo bedient, der bis nach Bülach verkehrt.
- SN Winterthur – Bülach

## Nahverkehr
Es endet eine Buslinie von Stadtbus Winterthur beim Bahnhof Wülflingen.
| Linie | Strecke                              |
| ----- | ------------------------------------ |
| 7     | HB – Schlosstal – Bahnhof Wülflingen |

Zusätzlich endet eine Nachtbuslinie, die deckungsgleich mit der Linie 7 verkehrt, am Bahnhof Wülflingen.
| Linie | Strecke                                                            |
| ----- | ------------------------------------------------------------------ |
| N59   | HB – Strochenbrücke – Schlosstal – Niederfeld – Bahnhof Wülflingen |

## Wanderwege
Der Bahnhof Wülflingen ist Start-/Zielort zweier Etappen des Rundweges Winterthur.